# Іл-Рівер-Кроссін
Іл-Рівер-Кроссін (англ. Eel River Crossing) — село в Канаді, у провінції Нью-Брансвік, у складі графства Рестіґуш.

## Населення
За даними перепису 2016 року, село нараховувало 1953 особи, показавши скорочення на 3,9%, порівняно з 2011-м роком. Середня густина населення становила 29,8 осіб/км².
З офіційних мов обидвома одночасно володіли 1 385 жителів, тільки англійською — 165, тільки французькою — 370. Усього 10 осіб вважали рідною мовою не одну з офіційних.
Працездатне населення становило 57,6% усього населення, рівень безробіття — 14,4%.
Середній дохід на особу становив $32 692 (медіана $28 134), при цьому для чоловіків — $38 804, а для жінок $26 100 (медіани — $34 016 та $22 176 відповідно).
21,7% мешканців мали закінчену шкільну освіту, не мали закінченої шкільної освіти — 31,8%, 46,6% мали післяшкільну освіту, з яких 14% мали диплом бакалавра, або вищий.
| Статево-вікова структура населення | Статево-вікова структура населення | Статево-вікова структура населення | Статево-вікова структура населення | Статево-вікова структура населення |
| ---------------------------------- | ---------------------------------- | ---------------------------------- | ---------------------------------- | ---------------------------------- |
|                                    |                                    |                                    |                                    |                                    |
| Всього                             | Всього                             | 50,1%49,9%                         |                                    |                                    |
| 0 — 14 років                       | 0 — 14 років                       |                                    | 12,8%                              | 12,8%                              |
| 15 — 64 років                      | 15 — 64 років                      |                                    | 67,3%                              | 67,3%                              |
| 65 і більше                        | 65 і більше                        |                                    | 19,9%                              | 19,9%                              |
| 85 і більше                        | 85 і більше                        |                                    | 2%                                 | 2%                                 |
| Середній вік (років)               | Середній вік (років)               | 44,545,4                           | 45,0                               | 45,0                               |
| Медіана (років)                    | Медіана (років)                    | 49,249,1                           | 49,1                               | 49,1                               |
| — чоловіки — жінки                 |                                    |                                    |                                    |                                    |

| Походження мешканців:     | Походження мешканців:     | Походження мешканців: | Походження мешканців: | Походження мешканців: |
| ------------------------- | ------------------------- | --------------------- | --------------------- | --------------------- |
| Походження                |                           |                       | осіб                  | %                     |
| Корінні американці        | Корінні американці        |                       | 275                   | 14.36%                |
| Інше північноамериканське | Інше північноамериканське |                       | 1 450                 | 75.72%                |
| Європейське               | Європейське               |                       | 680                   | 35.51%                |
| британське                | британське                |                       | 310                   | 16.19%                |
| французьке                | французьке                |                       | 510                   | 26.63%                |
| Азійське                  | Азійське                  |                       | 15                    | 0.78%                 |

## Клімат
Середня річна температура становить 3,6°C, середня максимальна – 21,7°C, а середня мінімальна – -18,6°C. Середня річна кількість опадів – 1 025 мм.
| Клімат поселення                              | Клімат поселення | Клімат поселення | Клімат поселення | Клімат поселення | Клімат поселення | Клімат поселення | Клімат поселення | Клімат поселення | Клімат поселення | Клімат поселення | Клімат поселення | Клімат поселення | Клімат поселення |
| Показник                                      | Січ.             | Лют.             | Бер.             | Квіт.            | Трав.            | Черв.            | Лип.             | Серп.            | Вер.             | Жовт.            | Лист.            | Груд.            |                  |
| Середній максимум, °C                         | −6,21            | −4,83            | 1,00             | 8,07             | 15,18            | 20,99            | 21,71            | 20,71            | 15,78            | 9,80             | 3,48             | −4,33            |                  |
| Середня температура, °C                       | −12,39           | −11,01           | −5,17            | 1,88             | 9,00             | 14,80            | 18,14            | 17,14            | 12,20            | 6,24             | −0,07            | −7,91            |                  |
| Середній мінімум, °C                          | −18,58           | −17,21           | −11,35           | −4,32            | 2,82             | 8,61             | 14,57            | 13,57            | 8,65             | 2,66             | −3,64            | −11,48           |                  |
| Норма опадів, мм                              | 80               | 59               | 73               | 76               | 90               | 89               | 102              | 100              | 87               | 89               | 89               | 91               |                  |
| Середньомісячна швидкість вітру, м/с          | 4.85             | 4.77             | 4.67             | 4.39             | 4.07             | 3.80             | 3.46             | 3.49             | 3.83             | 4.28             | 4.56             | 4.78             |                  |
| Середньомісячна сонячна радіація, кДж/м²·день | 4865             | 8334             | 12273            | 15640            | 18548            | 20312            | 19668            | 17192            | 12470            | 7629             | 4473             | 3592             |                  |
| --------------------------------------------- | ---------------- | ---------------- | ---------------- | ---------------- | ---------------- | ---------------- | ---------------- | ---------------- | ---------------- | ---------------- | ---------------- | ---------------- | ---------------- |
| Джерело:                                      |                  |                  |                  |                  |                  |                  |                  |                  |                  |                  |                  |                  |                  |